# Plesiomorfie
Een plesiomorfie is in de fylogenie een bepaalde eigenschap die niet nieuw is voor een bepaalde soort of een bepaald taxon. De betreffende eigenschap is genetisch overgeërfd van evolutionaire voorouders, waardoor hij niet uniek is voor het taxon of de soort. Een plesiomorfie kan dus niet gebruikt worden als bewijs dat de leden van een zelfde taxon aan elkaar verwant zijn. Plesiomorfie staat tegenover apomorfie: een bepaalde eigenschap waarin een taxon afwijkt van zijn evolutionaire voorouders en van zijn zustertaxon.